# العلاقات الفلسطينية النيجيرية
العلاقات النيجيرية الفلسطينية هي العلاقات الثنائيّة بين دولة فلسطين وجمهورية نيجيريا.

## السفارة الفلسطينية في نيجيريا
يوجد مقر السفارة الفلسطينية في نيجيريا في العاصمة النيجيرية أبوجا، ويشغل السفير عبد الله أبو شاويش منصب رئيس البعثة الدبلوماسية الفلسطينية في نيجيريا. تهتم السفارة الفلسطينية في نيجيريا بشؤون الفلسطينيين المقيمين في نيجيريا إلى جانب قيامها بتنظيم الأنشطة الثقافية والفعاليّات لجذب أنظار العالم إلى القضية الفلسطينية ودعوتهم لمُساندة الشعب الفلسطيني في نيل حقوقه، فقد شاركت السفارة على سبيل المثال في عام 2012 في المهرجان السنوي الخيري الذي أقيم في مدينة لاغوس النيجيرية لدعم القضية الفلسطينية، وتقوم سنويا بإحياء اليوم العالمي للتضامن مع الشعب الفلسطيني من خلال إقامات الفعاليات والندوات والأنشطة الثقافية للتوعية بالقضية الفلسطينية.

## الموقف النيجيري من القضية الفلسطينية
تُساند الحكومة النيجيرية القضية الفلسطينية وكانت إحدى الدول التي صوتت لصالح فلسطين في اجتماع الجمعية العامة للأمم المتحدة في 29 تشرين ثان/نوفمبر 2012 إلى جانب 137 دولة أخرى مما ترتب عليه السماح بانضمام فلسطين كعضو مُراقب بمنظمة الأمم المتحدة. وعلى الرغم من ذلك فقد امتنعت نيجيريا عن التصويت لصالح القرار الفلسطيني العربي أثناء عضويّتها لمجلس الأمن في عام 2014 لأسباب غير معلنة.